# Hubert Hahne
Hubert Hahne (Moers, Alemanha, 28 de março de 1935 – Düsseldorf, 24 de abril de 2019) foi um automobilista alemão que participou dos Grandes Prêmios da Alemanha de Fórmula 1: 1967 e 1970.
Hubert Hahne morreu em 24 de abril de 2019, aos 84 anos em um asilo, em Düsseldorf.